# Combusken
Combusken (japanski: ワカシャモ Wakashamo) jedan je od 1025 fiktivnih vrsta Pokémona iz medijske franšize Pokémon, skupa Pokémon videoigara, animiranih serija, manga stripova, knjiga, igraćih karata i drugih medija kojima je tvorac Satoshi Tajiri. Svrha je Combuskena u videoigrama, animiranoj seriji i manga stripovima, kao i svrha ostalih Pokémona, borba s divljim Pokémonima – neukroćenim stvorenjima koje igrači i likovi pronalaze dok kreću na razne avanture – i pripitomljenim Pokémonima drugih Pokémon trenera.
Combuskenovo ime kombinacija je engleskih riječi "combust" = proces sagorijevanja, i "chicken" = kokoš, vrsta domesticirane ptice. Njegovo japansko ime, Wakashamo, kombinacija je japanske riječi "wakai" = mlad, i riječi "shamo", ili na engleskom "gamecock", označava teritorijalnu, agresivnu, živo obojenu vrstu kokoši koja se nekada uzgajala za borbe pijetlova.

## Biološke karakteristike
Combuskenove su noge istovremeno brze i nevjerojatno snažne, te kako bi ih održao u vrhunskoj kondiciji, trči kroz polja i planine kako bi ostao snažan i okretan. Čineći ovo, Combusken je sposoban nogom udariti protivnika 10 puta u sekundi, ne predajući se tako lako.
Poput Torchica, Combusken ima plamenu vrećicu smještenu pokraj želuca koja proizvodi nevjerojatno vruće plamenove. Njegova snažna volja i odlučnost dopuštaju mu da istovremeno bljuje plamenove kroz kljun i udara protivnika nogama dok se protivnik ne onesvijesti ili preda. Ima tri snažne, oštre kandže na svojim krilima/rukama. Combusken pojačava svoju koncentraciju ispuštajući oštre krikove, ometajući protivnike glasnim vrištanjem.

## U videoigrama
Jedan od dosljednih aspekata svih Pokémon igara – od Pokémon Red i Blue za Nintendo Game Boy, do igara Pokémon Diamond i Pearl za Nintendo DS konzole – izbor je tri različita Pokémona na početku igračeve avanture; ta tri Pokémona etiketirana su kao Početni (ili starter) Pokémoni. Igrač može birati između Vodenog, Vatrenog ili Travnatog Pokémona, autohtonog za to područje; iznimka od ovog pravila je Pokémon Yellow (remake verzija prvotnih igara koja prati priču Pokémon animirane serije), gdje igrač dobiva Pikachua, Električnog miša, poznatog po tome što je maskota Pokémon medijske franšize.
Combusken je Pokémon 1. Stupnja Torchicovog evolucijskog lanca, Vatrenog Pokémona koji je izbor na početku Pokémon Ruby, Sapphire i Pokémon Emerald videoigara za Nintendo Game Boy Advance konzole. Combusken se iz Torchica razvija na 16. razini. Evoluirajući u Combuskena, dobiva više statistike, te postaje dvostruki Vatreni/Borbeni Pokémon. U isto vrijeme dobiva mnogo veću prednost nad Ledenim tipovima, iako je u vrijeme kada Torchic evoluira malo Ledenih napada u igri. Mijenja svoju listu tehnika nakon evolucije, jer samo Torchic može naučiti Bacač plamena (Flamethrower) i Vatreni vrtlog (Fire Spin), dok Combusken i Blaziken uče Nebeski aperkat (Sky Uppercut) i Vatreni udarac nogom (Blaze Kick).

## U animiranoj seriji
U epizodi 355, Mayin Torchic razvio se u Combuskena kako bi obranio Ashovog Corphisha od hrpe Brelooma. Combusken se kasnije razvio u Blazikena u epizodi 467. Tim Raketa pokušao je ukrasti grupu Pokémona koji su pripadali Pokémon koordinatorima, ali ih je zaustavio Mayin Combusken koji se tada razvio. May je upotrijebila svog Blazikena u velikom finalu Izložbe protiv Ashovog Sceptilea, iako je borba ma kraju bila neodlučena. Ash i May su oboje proglašeni pobjednicima, prije nego što je May otišla prisustvovati na Johto Grand Festivalu.
Još se jedan Combusken pojavio u epizodi 310. Na jednog je Torchica pazila Sestra Joy. Kada je morala napustiti Pokémon Centar, Ashovi Pokémoni nisu mogli kontrolirati agresivnog Torchica, što je rezultiralo njegovim evoluiranjem u Combuskena; kada se Sestra Joy vratila, Combusken je zaustavio Tim Raketa koji su pokušali ukrasti Wailorda, te je na kraju ostao u Pokémon Centru kako bi ga štitio.